# Campionat d'Europa de bàsquet masculí de 1979
L'edició XXI del Campionat d'Europa de bàsquet masculí se celebrà a Itàlia del 9 al 19 de juny del 1979. El campionat es disputa a 4 seus (Mestre, Gorizia, Siena i Torí) i hi van participar 12 seleccions nacionals.

## Grups
Els dotze equips participants foren dividits en tres grups de la forma següent:
| Grup A         | Grup B         | Grup C     |
| -------------- | -------------- | ---------- |
| Bèlgica        | Bulgària       | França     |
| Grècia         | Països Baixos  | Israel     |
| Itàlia         | Unió Soviètica | Iugoslàvia |
| Txecoslovàquia | Espanya        | Polònia    |

## Primera fase

### Grup A
| Equip          | J | G | P | T+  | T-  | DT  | PTS |
| -------------- | - | - | - | --- | --- | --- | --- |
| Txecoslovàquia | 3 | 3 | 0 | 238 | 204 | +34 | 6   |
| Itàlia         | 3 | 2 | 1 | 235 | 202 | +33 | 5   |
| Grècia         | 3 | 1 | 2 | 211 | 223 | -12 | 4   |
| Bèlgica        | 3 | 0 | 3 | 213 | 268 | -55 | 3   |

#### Resultats[2]
| Data     | Partit         | Partit | Partit         | Resultat |
| -------- | -------------- | ------ | -------------- | -------- |
| 09.06.79 | Txecoslovàquia | -      | Bèlgica        | 90-69    |
| 09.06.79 | Itàlia         | -      | Grècia         | 81-52    |
| 10.06.79 | Itàlia         | -      | Bèlgica        | 86-76    |
| 10.06.79 | Txecoslovàquia | -      | Grècia         | 74-67    |
| 11.06.79 | Grècia         | -      | Bèlgica        | 92-68    |
| 11.06.79 | Itàlia         | -      | Txecoslovàquia | 68-74    |

Tots els partits es disputaren a Mestre

### Grup B
| Equip          | J | G | P | T+  | T-  | DT  | PTS |
| -------------- | - | - | - | --- | --- | --- | --- |
| Espanya        | 3 | 3 | 0 | 291 | 254 | +37 | 6   |
| Unió Soviètica | 3 | 2 | 1 | 286 | 256 | +30 | 5   |
| Països Baixos  | 3 | 1 | 2 | 254 | 279 | -25 | 4   |
| Bulgària       | 3 | 0 | 3 | 234 | 276 | -42 | 3   |

#### Resultats
| Data     | Partit         | Partit | Partit         | Resultat |
| -------- | -------------- | ------ | -------------- | -------- |
| 09.06.79 | Espanya        | -      | Bulgària       | 85-81    |
| 09.06.79 | Unió Soviètica | -      | Països Baixos  | 92-84    |
| 10.06.79 | Bulgària       | -      | Unió Soviètica | 71-104   |
| 10.06.79 | Països Baixos  | -      | Espanya        | 83-105   |
| 11.06.79 | Bulgària       | -      | Països Baixos  | 82-87    |
| 11.06.79 | Unió Soviètica | -      | Espanya        | 90-101   |

Tots els partits es disputaren a Siena

### Grup C
| Equip      | J | G | P | T+  | T-  | DT  | PTS |
| ---------- | - | - | - | --- | --- | --- | --- |
| Israel     | 3 | 2 | 1 | 246 | 246 | 0   | 5   |
| Iugoslàvia | 3 | 2 | 1 | 258 | 237 | +21 | 5   |
| Polònia    | 3 | 1 | 2 | 258 | 264 | -6  | 4   |
| França     | 3 | 1 | 2 | 233 | 248 | -15 | 4   |

#### Resultats
| Data     | Partit     | Partit | Partit     | Resultat |
| -------- | ---------- | ------ | ---------- | -------- |
| 09.06.79 | Israel     | -      | Polònia    | 86-78    |
| 09.06.79 | Iugoslàvia | -      | França     | 80-65    |
| 10.06.79 | França     | -      | Israel     | 92-83    |
| 10.06.79 | Iugoslàvia | -      | Polònia    | 102-95   |
| 11.06.79 | França     | -      | Polònia    | 76-85    |
| 11.06.79 | Israel     | -      | Iugoslàvia | 77-76    |

Tots els partits es disputaren a Gorizia

## Fase final

### Grup de consolació
| Equip         | J | G | P | T+  | T-  | DT   | PTS |
| ------------- | - | - | - | --- | --- | ---- | --- |
| Polònia       | 5 | 4 | 1 | 435 | 405 | +30  | 9   |
| França        | 5 | 4 | 1 | 423 | 401 | +22  | 9   |
| Grècia        | 5 | 3 | 2 | 418 | 381 | +37  | 8   |
| Països Baixos | 5 | 3 | 2 | 438 | 404 | +34  | 8   |
| Bulgària      | 5 | 1 | 5 | 436 | 450 | -14  | 6   |
| Bèlgica       | 5 | 0 | 5 | 433 | 542 | -109 | 5   |

#### Resultats
| Data     | Partit        | Partit | Partit        | Resultat |
| -------- | ------------- | ------ | ------------- | -------- |
| 13.06.79 | Grècia        | -      | França        | 74-76    |
| 13.06.79 | Bèlgica       | -      | Polònia       | 84-110   |
| 14.06.79 | Bulgària      | -      | Polònia       | 78-85    |
| 14.06.79 | Països Baixos | -      | França        | 67-80    |
| 15.06.79 | Bèlgica       | -      | Bulgària      | 98-114   |
| 15.06.79 | Grècia        | -      | Països Baixos | 79-75    |
| 16.06.79 | Bèlgica       | -      | França        | 98-111   |
| 16.06.79 | Grècia        | -      | Polònia       | 73-77    |
| 17.06.79 | Bulgària      | -      | França        | 77-80    |
| 17.06.79 | Països Baixos | -      | Polònia       | 94-76    |
| 18.06.79 | Grècia        | -      | Bulgària      | 100-85   |
| 18.06.79 | Bèlgica       | -      | Països Baixos | 85-115   |

### Grup final
| Equip          | J | G | P | T+  | T-  | DT  | PTS |
| -------------- | - | - | - | --- | --- | --- | --- |
| Unió Soviètica | 5 | 4 | 1 | 439 | 399 | +40 | 9   |
| Israel         | 5 | 3 | 2 | 408 | 435 | -27 | 9   |
| Iugoslàvia     | 5 | 3 | 2 | 453 | 432 | +21 | 8   |
| Txecoslovàquia | 5 | 2 | 3 | 419 | 430 | -11 | 7   |
| Itàlia         | 5 | 2 | 3 | 403 | 417 | -14 | 7   |
| Espanya        | 5 | 1 | 4 | 465 | 474 | -9  | 6   |

#### Resultats
| Data     | Partit         | Partit | Partit         | Resultat |
| -------- | -------------- | ------ | -------------- | -------- |
| 13.06.79 | Itàlia         | -      | Israel         | 90-78    |
| 13.06.79 | Txecoslovàquia | -      | Iugoslàvia     | 79-97    |
| 14.06.79 | Unió Soviètica | -      | Iugoslàvia     | 96-77    |
| 14.06.79 | Espanya        | -      | Israel         | 84-88    |
| 15.06.79 | Itàlia         | -      | Espanya        | 81-80    |
| 15.06.79 | Txecoslovàquia | -      | Unió Soviètica | 66-71    |
| 16.06.79 | Itàlia         | -      | Iugoslàvia     | 80-95    |
| 16.06.79 | Txecoslovàquia | -      | Israel         | 93-94    |
| 17.06.79 | Espanya        | -      | Iugoslàvia     | 100-108  |
| 17.06.79 | Unió Soviètica | -      | Israel         | 92-71    |
| 18.06.79 | Itàlia         | -      | Unió Soviètica | 84-90    |
| 18.06.79 | Txecoslovàquia | -      | Espanya        | 107-100  |

Tots els partits es disputaren a Torí

### Partits del 1r al 4t lloc

#### Final de consolació
| Data     | Partit     | Partit | Partit         | Resultat |
| -------- | ---------- | ------ | -------------- | -------- |
| 19.06.79 | Iugoslàvia | -      | Txecoslovàquia | 99-92    |

#### Final
| Data     | Partit         | Partit | Partit | Resultat |
| -------- | -------------- | ------ | ------ | -------- |
| 20.06.79 | Unió Soviètica | -      | Israel | 98-76    |

## Medaller
|                |        |            |
| Unió Soviètica | Israel | Iugoslàvia |

## Classificació final[3]
| 1. - Unió Soviètica |
| 2. - Israel         |
| 3. - Iugoslàvia     |
| 4. - Txecoslovàquia |
| 5. - Itàlia         |
| 6. - Espanya        |
| 7. - Polònia        |
| 8. - França         |
| 9. - Grècia         |
| 10. - Països Baixos |
| 11. - Bulgària      |
| 12. - Bèlgica       |

## Trofeus individuals

### Millor jugador (MVP)[4]
| MVP                     |
| Israel Mickey Berkowich |

### Màxims anotadors del campionat
|   | Jugador                       | Punts per partit | Punts | Partits jugats |
| - | ----------------------------- | ---------------- | ----- | -------------- |
| 1 | Polònia Mieczyslaw Mlynarski  | 27,1             | 190   | 7              |
| 2 | Israel Mickey Berkowitz       | 22,6             | 181   | 8              |
| 3 | Espanya Wayne Brabender       | 20,0             | 140   | 7              |
| 4 | Polònia Eugeniusz Kijewski    | 19,9             | 139   | 7              |
| 5 | Txecoslovàquia Kamil Brabenec | 19,8             | 158   | 8              |

## Plantilla dels 4 primers classificats
Medalla d'or: Unió Soviètica Sergei Belov, Anatoly Myshkin, Vladimir Tkachenko, Ivan Edeshko, Aleksander Belostenny, Stanislav Eremin, Valdemaras Chomicius, Alzhan Zharmukhamedov, Sergei Tarakanov, Vladimir Zhigili, Aleksander Salnikov, Andrei Lopatov (Entrenador: Alexander Gomelsky)
Medalla d'argent: Israel Mickey Berkowitz, Lou Silver, Moti Aroesti, Yehoshua "Shuki" Schwartz, Eric Menkin, Steve Kaplan, Boaz Yanai, Avigdor Moskowitz, Barry Leibowitz, Pinhas Hozez, Uri Ben-Ari, Shai Sharf (Entrenador: Ralph Klein)
Medalla de bronze: Iugoslàvia Krešimir Ćosić, Mirza Delibašić, Dražen Dalipagić, Dragan Kićanović, Zoran Slavnić, Žarko Varajić, Željko Jerkov, Rajko Žižić, Peter Vilfan, Mihovil Nakić, Ratko Radovanović, Duje Krstulović (Entrenador: Petar Skansi)
Quart lloc: Txecoslovàquia Kamil Brabenec, Zdenek Kos, Stanislav Kropilak, Jiri Pospisil, Vojtech Petr, Vlastimil Klimes, Vlastimil Havlik, Jaroslav Skala, Zdenek Dousa, Peter Rajniak, Gustav Hraska, Zdenek Bohm (Entrenador: Pavel Petera)